# Неа Агатуполи
Неа Агатуполи (на гръцки: Νέα Αγαθούπολη, катаревуса: Νέα Αγαθούπολις, Неа Агатуполис) е село в Егейска Македония, Гърция, в дем Пидна-Колиндрос, административна област Централна Македония.

## География
Селото е разположено на западния бряг на Солунския залив, на 27 km северно от Катерини.

## История
Селото е основано в 20-те години от гърци бежанци от град Ахтопол (на гръцки Агатуполи), България. Името Неа Агатуполи в превод означава Нов Ахтопол. В 1934 година в училището на Неа Агатуполи има 2 учители и 34 ученици.
Селото е туристически център. Основна забележителност е централната църква „Успение Богородично“, като освен нея селото има още един храм – „Свети Николай“. Обширните лиманни области около Неа Агатуполи са част от Натура 2000.
В селото има сдружение „Агатонес“.
| Година    | 1913 | 1920 | 1928 | 1940 | 1951 | 1961 | 1971 | 1981 | 1991 | 2001 | 2011 | 2021 |
| --------- | ---- | ---- | ---- | ---- | ---- | ---- | ---- | ---- | ---- | ---- | ---- | ---- |
| Население |      |      | 377  | 343  | 454  | 373  | 317  | 302  | 467  | 421  | 267  | 204  |

## Личности
Родени в Неа Агатуполи
- Николаос Кацанос (1930 - 2016), гръцки химик